# Acuera nama
Acuera nama är en insektsart som beskrevs av Delong och Freytag 1974. Acuera nama ingår i släktet Acuera och familjen dvärgstritar. Inga underarter finns listade i Catalogue of Life.